# Marc Fabi Ambust (mestre de cavalleria)
Marc Fabi Ambust (en llatí: Marcus Fabius M. F. N. N. Ambustus) va ser un militar romà.
Era fill del cònsol Marc Fabi Ambust i germà del famós Quint Fabi Màxim Rul·lià. Va ser magister equitum l'any 322 aC.